# Fabiano Rodrigues Pereira
Fabiano Rodrigues Pereira (Brasília, 15 de abril de 2006) é um futebolista brasileiro que atua como ponta-direita. Atualmente joga pelo Karpaty Lviv.

## Carreira

### Início
Fabiano é natural de Brasília, capital do Brasil, e seu primeiro clube no Rio de Janeiro foi o Fluminense, ainda no sub-13. Se transferiu ao Botafogo na equipe sub-15.

### Botafogo
Fabiano assinou um contrato profissional com o Botafogo em 6 de setembro de 2022, com um contrato que dura até 2025, com multa para o exterior fixada em US$50 milhões (mais de R$260 milhões).
Antes de entrar no profissional, Fabiano ainda teve que atuar pela base do Fogão, onde jogando o Carioca Sub-17 de 2021, foi o artilheiro do time e da competição, com 14 gols em 30 jogos.
Em 2022, Fabiano, com apenas 16 anos, teve vários destaques no ano, como artilheiro e campeão do Carioca Sub-15 e convocado para a Seleção Brasileira da sua categoria. 
| “ | O ano de 2022 foi um ano muito importante na minha trajetória do Botafogo. Eu fui campeão e artilheiro do Campeonato Estadual Sub-15. Em seguida fui convocado para a Seleção Brasileira. E realizei meu sonho e assinei meu primeiro contrato profissional. | ” |

Fabiano estreou no profissional em 22 de maio de 2024, na vitória de 2-1 sobre o Vitória pela Copa do Brasil. O ponta substituiu Jefferson Savarino. Muito antes da partida, Fabiano fez uma promessa ao seu avô, Ambrósio Rocha da Silva, que faleceu em abril de 2023, que iria jogar profissionalmente pelo Botafogo. A promessa foi cumprida, indo as lágrimas no final do jogo.
Fabiano também jogou o próximo jogo do Fogão, um empate sem gols contra o Junior Barranquilla, substituindo Yarlen pela Copa Libertadores.
Fabiano participou da campanha do Botafogo como Campeão da Libertadores e do Brasileirão Série A de 2024.

### Futebol ucraniano
Em março de 2025, foi negociado em definitivo com o Karpaty Lviv, da Ucrânia. No entanto, o Botafogo manteve parte dos direitos econômicos do jogador, visando percentual de vendas futuras.

## Títulos

#### Botafogo
- Copa Libertadores da América: 2024[carece de fontes?]
- Brasileirão Série A: 2024[carece de fontes?]